# ねがい (合唱曲)
『ねがい』は、2002年に作曲された合唱曲である。

## 作詞・作曲
- 作詞：広島市立大州中学校2001年度3年生有志
- 編詞：山ノ木竹志（「広島合唱団」副団長）
- 作曲：たかだりゅうじ（「広島合唱団」団長）

## 概要
原作となったのは、2001年、広島県広島市南区にある広島市立大州中学校の当時の3年生が、平和を訴えて歌う「広島合唱団」（団長：たかだりゅうじ、副団長：山ノ木竹志）と交流し、その中で自分達の思いを「平和宣言」としてまとめたもの。2002年2月、これを元に作曲されたものが『ねがい』である。
2003年8月、淡路島で開かれた「国際教育ネットワーク国際会議」（iEARN（International Education and Resource Network））でテーマ曲として取り上げられたことをきっかけに、世界中で歌われるようになった。韓国語・ベトナム語など、29か国・33言語に翻訳されている。同年10月2日の毎日新聞の朝刊に紹介された。
元は4番までしかない歌であるが、iEARNの日本国内組織である「JEARN（Japan Education and Resource Network）」による「みんなで「5番」を作りましょう」という企画があり、この企画に世界中から応募が殺到して、2007年8月2日には1000番、2010年11月には2000番まで作られている。
2005年12月18日にNHKで放送された『ねがい〜世界に広がる平和の歌〜』で、ウクライナの歌手のナターシャ・グジーが自ら作詞した241番〜244番も含めて歌った。また、2007年11月29日に放送された『世界のすんごい1位と世界のすんごいビリを全部見せちゃいますSP!!』では、歌の1023番の詞を作詞した錦野旦がフルコーラスを11時間39分22秒（全1023番）の時間を要して熱唱した。なお、1022番まで歌い終えるのに11時間38分35秒かかっている。
著作権はJEARNが所有しているが、編曲・翻訳・改作については「連絡さえしてくれれば大いにやってほしい」としている。JASRACコードは103-2506-9である。